# Abelbolla huanghaiensis
Abelbolla huanghaiensis is een rondwormensoort uit de familie Enchelidiidae. De wetenschappelijke naam werd gepubliceerd in 2004 door Huang en Zhang.